# Gennadi Dmitrijewitsch Zygankow
Gennadi Dmitrijewitsch Zygankow (russisch Геннадий Дмитриевич Цыганков; * 16. August 1947 in Wanino; † 16. Februar 2006 in Sankt Petersburg) war ein russischer Eishockeyspieler und -trainer.

## Karriere
Gennadi Zygankow wuchs im fernöstlichen Wanino auf und trieb als Kind verschiedene Sportarten, ehe er sich im Schüleralter mehr auf Eishockey konzentrierte. Zunächst spielte er mit anderen Kindern auf der zugefrorenen Bucht vor Wanino, ehe im Winter regelmäßig das Fußballstadion geflutet wurde und als Spielstätte genutzt wurde. Zygankow trat in die lokale Sportgruppe Wodnik ein und konnte mit seiner Mannschaft unter anderem die Junioren des SKA Chabarowsk besiegen.
1966 wurde Zygankow zum Armeedienst eingezogen und nach einem halben Jahren Grundwehrdienst zum Militärklub SKA Chabarowsk delegiert. Mit diesem spielte er in der damals unterklassigen Klass B und in der Militärmeisterschaft. Danach wechselte er zum damaligen Eliteclub ZSKA Moskau, mit dem er in den folgenden Jahren viele Erfolge auf nationaler und internationaler Ebene erreichte.
Insgesamt erzielte er 52 Tore in 362 Spielen in der sowjetischen Liga.

### International
Im Frühjahr 1971 wurde er das erste Mal für die Sowjetische Nationalmannschaft nominiert. Am 2. März 1971 stand er in einem Spiel gegen Schweden zum ersten Mal für die Sbornaja auf dem Eis. Seine internationale Karriere wurde mit den Goldmedaillen bei den Olympischen Winterspielen 1972 und 1976 gekrönt. Für die Nationalmannschaft erzielte er 17 Tore in 201 Länderspielen. Er wurde sechs Mal mit seiner Mannschaft Weltmeister (1971, 1972, 1973, 1975, 1978 und 1979).
1972 wurde er als Verdienter Meister des Sports der UdSSR ausgezeichnet. Am 25. April 1979 bestritt er sein letztes Länderspiel.

### Als Trainer
Später war er noch als Trainer im Eishockeybereich tätig.
Im Jahr 2004 entdeckten Ärzte bei Zygankow Prostata-Krebs, der operativ entfernt wurde. Im Rahmen der Rehabilitation verweigerte Zygankow seine Medikamente und setzte eher auf alternative Heilmethoden. Zunächst schienen diese anzuschlagen, aber in der Nacht vom 15. auf den 16. Februar 2006 verstarb er um 2:45 Uhr im Alter von 59 Jahren in Sankt Petersburg. Am folgenden Samstag, dem 18. Februar 2006, wurde er auf dem Seraphim-Friedhof in Sankt Petersburg beigesetzt. Im August 2006, am Tag seiner Geburt, wurde auf seinem Grab ein Gedenkstein errichtet.

## Erfolge und Auszeichnungen
- Sowjetischer Meister 1970–73, 1975, 1977, 1978 und 1979
- Sowjetischer Vizemeister 1974 und 1976
- Sowjetischer Pokalsieger 1973 und 1977
- Europapokal-Sieger 1970–74, 1976, 1978 und 1979
- 1972 Medaille „Für heldenmütige Arbeit“
- 1972 Verdienter Meister des Sports der UdSSR
- 1975 Ehrenzeichen der Sowjetunion
- 1978 Orden des Roten Banners der Arbeit
- 2002 Abzeichen „Für Verdienste in der Entwicklung der Körperkultur und Sport“

### International
| - 1971 Goldmedaille bei der Weltmeisterschaft - 1972 Goldmedaille bei den Olympischen Winterspielen - 1972 Silbermedaille bei der Weltmeisterschaft - 1973 Goldmedaille bei der Weltmeisterschaft - 1974 Goldmedaille bei der Weltmeisterschaft - 1976 Goldmedaille bei den Olympischen Winterspielen | - 1976 Silbermedaille bei der Weltmeisterschaft - 1977 Bronzemedaille bei der Weltmeisterschaft - 1978 Goldmedaille bei der Weltmeisterschaft - 1979 Goldmedaille bei der Weltmeisterschaft - 1979 Gewinn des Challenge Cup |

## Karrierestatistik

### International
Vertrat die Sowjetunion bei:
| - Eishockey-Weltmeisterschaft 1971 - Olympischen Winterspielen 1972 - Eishockey-Weltmeisterschaft 1972 - Summit Series 1972 - Eishockey-Weltmeisterschaft 1973 - Eishockey-Weltmeisterschaft 1974 | - Summit Series 1974 - Olympischen Winterspielen 1976 - Eishockey-Weltmeisterschaft 1976 - Eishockey-Weltmeisterschaft 1977 - Eishockey-Weltmeisterschaft 1978 - Eishockey-Weltmeisterschaft 1979 |

(Legende zur Spielerstatistik: Sp oder GP = absolvierte Spiele; T oder G = erzielte Tore; V oder A = erzielte Assists; Pkt oder Pts = erzielte Scorerpunkte; SM oder PIM = erhaltene Strafminuten; +/− = Plus/Minus-Bilanz; PP = erzielte Überzahltore; SH = erzielte Unterzahltore; GW = erzielte Siegtore; 1 Play-downs/Relegation; Kursiv: Statistik nicht vollständig)